# Aristide Auguste Stanislas Verneuil
Aristide Auguste Stanislas Verneuil (født 29. september 1823 i Paris, død 11. juni 1895 sammesteds) var en fransk læge.
Verneuil blev Dr. med. 1852, professor i kirurgisk klinik 1868 og kirurg ved Hôpital de la Pitié 1872 og var anset for at være en af sin tids betydeligste kirurger. Samlede arbejder: Mémoires de chirurgie (5 bind 1877—88). Verneuil førte prioritetsstrid med Péan
om den såkaldte Péans pincet.